# Chaetonotus novenarius
Chaetonotus novenarius is een buikharige uit de familie Chaetonotidae. De wetenschappelijke naam van de soort werd in 1917 voor het eerst geldig gepubliceerd door Greuter. De soort wordt in het ondergeslacht Hystricochaetonotus geplaatst.